# Новоивановский сельский совет (Запорожская область)
Новоивановский сельский совет (укр. Новоіванівська сільська рада) — входит в состав
Ореховского района
Запорожской области
Украины.
Административный центр сельского совета находится в 
с. Новоивановка.

## История
- 1965 — дата образования.

## Населённые пункты совета
- с. Новоивановка
- с. Дружное
- с. Дудниково
- с. Кущовое